# シャボネット
シャボネットは、サラヤ株式会社が製造している石鹸液。

## 概要
1952年（昭和27年）に赤痢感染症が流行する。そのため、液体化ができないか?という発想から
1956年に、日本初の薬用石鹸として誕生した。色は緑色（緑色201号、緑色204号）。水で7〜10倍に希釈してから容器に詰め、手指の殺菌、消毒、洗浄に使われる。
殺菌成分IPM（イソプロピルメチルフェノール）が配合され、天然のヤシ油を原料にした植物性の薬用石けん液。出荷額の1%をユニセフに寄付し、ユニセフがウガンダで展開する「石けんを使った正しい手洗い」の普及活動を支援している。寄付の目標額は年間1000万円以上。

## 製品一覧
- シャボネット石鹸液
- シャボネット石鹸液ユ・ム
- シャボネットゴールドグリーン
- シャボネット石鹸液容器 蛇口用
- シャボネット石鹸液容器 接着用